# Темешеу
Темешеу (рум. Tămășeu) — село у повіті Біхор в Румунії. Адміністративний центр комуни Темешеу.
Село розташоване на відстані 447 км на північний захід від Бухареста, 16 км на північ від Ораді, 136 км на захід від Клуж-Напоки.

## Населення
За даними перепису населення 2002 року у селі проживали 1020 осіб.
Національний склад населення села:
| Національність | Кількість осіб | Відсоток |
| -------------- | -------------- | -------- |
| угорці         | 931            | 91,3%    |
| румуни         | 62             | 6,1%     |
| цигани         | 24             | 2,4%     |

Рідною мовою назвали:
| Мова      | Кількість осіб | Відсоток |
| --------- | -------------- | -------- |
| угорська  | 959            | 94,0%    |
| румунська | 54             | 5,3%     |
| циганська | 5              | 0,5%     |